# János Zichy
János Zichy (Nagyláng, 30 maggio 1868 – Nagyláng, 6 gennaio 1944) è stato un nobile e politico ungherese.

## Biografia
Membro della nobile famiglia ungherese degli Zichy, Janos era figlio del conte János Zichy (1835-1905) e di sua moglie, la contessa Marie von Redern (1840-1910) e nacque al castello di Nagyláng. Suo nonno materno fu il nobile romano Innocenzo Odescalchi, IV principe Odescalchi. Suo fratello minore fu Gyula Zichy (1871-1942), vescovo di Pécs.
Dopo aver frequentato il Collegio dei Gesuiti di Kalksburg ed il liceo cistercense di Székesfehérvár, frequentò l'Università di Berlino e poi quella di Budapest dove si laureò dapprima in giurisprudenza e poi in scienze politiche.
Fu ministro della religione e dell'educazione in Ungheria dal 1910 al 1913 e nuovamente nel 1918. Dal 1894 fu membro della Camera dei Magnati. Per diversi anni fu consigliere del Partito Popolare Cattolico ungherese, ma diede le dimissioni da questa formazione nel 1903 per aderire nel 1906 al Partito Costituzionale. Quando quest'ultimo collassò, divenne membro del Partito Nazionale del Lavoro. Fu inoltre uno dei confidenti dell'erede al trono, l'arciduca Francesco Ferdinando d'Austria.
Durante la Repubblica sovietica d'Ungheria, partecipò attivamente per contrastare il governo comunista in patria. Nel 1922 venne eletto alla dieta d'Ungheria, ma continuò a definirsi un legittimista motivo per cui Carlo I d'Austria, in esilio, gli concesse l'Ordine del Toson d'oro. Fu tra i fondatori del Partito Cristiano Economico e Sociale. Fu membro dell'Accademia delle Scienze ungherese.